# St Andrew's Stadium
St Andrew's Stadium és un estadi de futbol del barri de Bordesley de la ciutat de Birmingham, Anglaterra. Sempre ha estat la seu del Birmingham City FC, club històric de la Premier League, des de la seva inauguració el 1906. Actualment té una capacitat d'uns 30.000 espectadors.

## Història
Es va inaugurar el 1906 amb una capacitat de 75.000 espectadors amb una tribuna coberta i la resta del camp al descobert. El rècord d'assistència està entre 66.844 i 67.341 espectadors en un partit de la FA Cup del 1939 en què els locals van empatar contra l'Everton. Durant la Segona Guerra Mundial es va cremar la tribuna, la nova tribuna es va construir durant els anys 1950, i el 1993 amb la remodelació de totes les localitats en seients la capacitat va baixar a 30.000 espectadors.
El St Andrew's Stadium ha estat seu de partits internacionals de la selecció anglesa i de semifinals de la FA Cup.